# Pelin Esmer
Pelin Esmer (Istanbul, Turquia, 1972) és una guionista i directora de cinema turca.
Pelin Esmer va estudiar antropologia al departament de ciències socials de la Universitat Boğaziçi d'Istanbul. Després de graduar-se, va assistir durant un any al taller de cinema de Yavuz Özkan, i va fer el seus primers passos al cinema treballant com a ajudant de direcció a la pel·lícula "Cumhuriyet", dirigida per Ziya Öztan. Mentre continuava treballant com a ajudant de direcció, també va començar a rodar les seves pròpies pel·lícules. Va realitzar el seu primer curt documental, Koleksiyoncu (El col·leccionista) sobre el seu oncle Mithat Esmer, que es va mostrar a molts festivals internacionals de Turquia i de l'estranger i va rebre el premi al millor documental al Festival de Cinema Independent de Roma. El seu primer llargmetratge documental "Oyun" (El joc), que es va filmar a Arslanköy i documenta els esforços d'un grup de dones camperoles que produeixen una obra de teatre basada en les seves vides, va ser seleccionat el 2005 a la secció oficial Zabeltegi-New Directors del Festival de Cinema de Sant Sebastià, i s'ha mostrat en més de cinquanta festivals arreu del món. Amb aquesta pel·lícula va rebre nombrosos premis, com el Premi Memorial Yılmaz Güney del Festival d'Orana Golden Boll, el Premi Especial SİYAD - Turkish Cinema Awards i el premi al millor director de cinema documental del New York Tribeca Film Festival. El seu oncle Mithat Esmer també és el personatge principal del seu primer llargmetratge de ficció, 10 a 11 (2009), una pel·lícula, que va iniciar la secció principal del concurs del Festival de Cinema de Sant Sebastià, i va ser convidada posteriorment per molts importants festivals internacionals de cinema. Fou premi especial del jurat al 29è Festival Internacional de Cinema d'Istanbul, millor pel·lícula i millor guió al 16è Festival de Cinema d'Atın Koza, millor nou director d'Orient Mitjà al Festival Internacional de Cinema d'Orient Mitjà d'Abu Dhabi, Festival de cinema de Tromso al premi Fipresci, premis del Festival de Cinema de Nurnberg a Turquia i Alemanya al millor cercle d'escriptors de cinema i cinema, al millor director del Festival d'Ankara.

## Filmografia
- 2002: Koleksiyoncu[4]
- 2005: Oyun[5]
- 2009: 11'e 10 kala[6]
- 2012: Gözetleme Kulesi[7]
- 2019: Kraliçe Lear[8]